# OGLE-TR-111 b
OGLE-TR-111 b ist ein Exoplanet, der den gelben Zwerg OGLE-TR-111 alle 4,016 Tage umkreist. Auf Grund seiner hohen Masse wird angenommen, dass es sich um einen Gasplaneten handelt. Der Planet wurde von Andrzej Udalski et al. im Jahr 2002 mit Hilfe der Transitmethode entdeckt.

## Umlauf und Masse
Der Planet umkreist seinen Stern in einer Entfernung von ca. 0,047 Astronomischen Einheiten bei einer Exzentrizität von 0 % und hat eine Masse von ca. 168,5 Erdmassen bzw. 0,53 Jupitermassen. Sein Radius beträgt Schätzungen zufolge 71.000 Kilometer.